# 郭诚杰
郭诚杰（1921年12月—2017年5月7日），男，汉族，陕西富平人，中国中医学家，陕西中医学院教授、主任医师，第二届国医大师。